# Samlesbury
Samlesbury is een civil parish in het bestuurlijke gebied South Ribble, in het Engelse graafschap Lancashire.

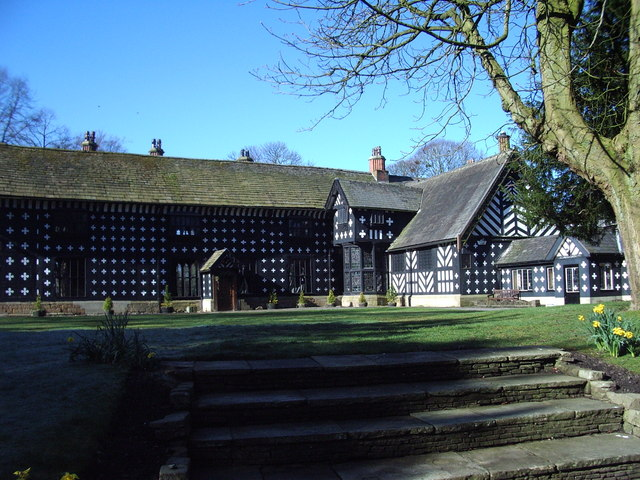
Samlesbury Hall
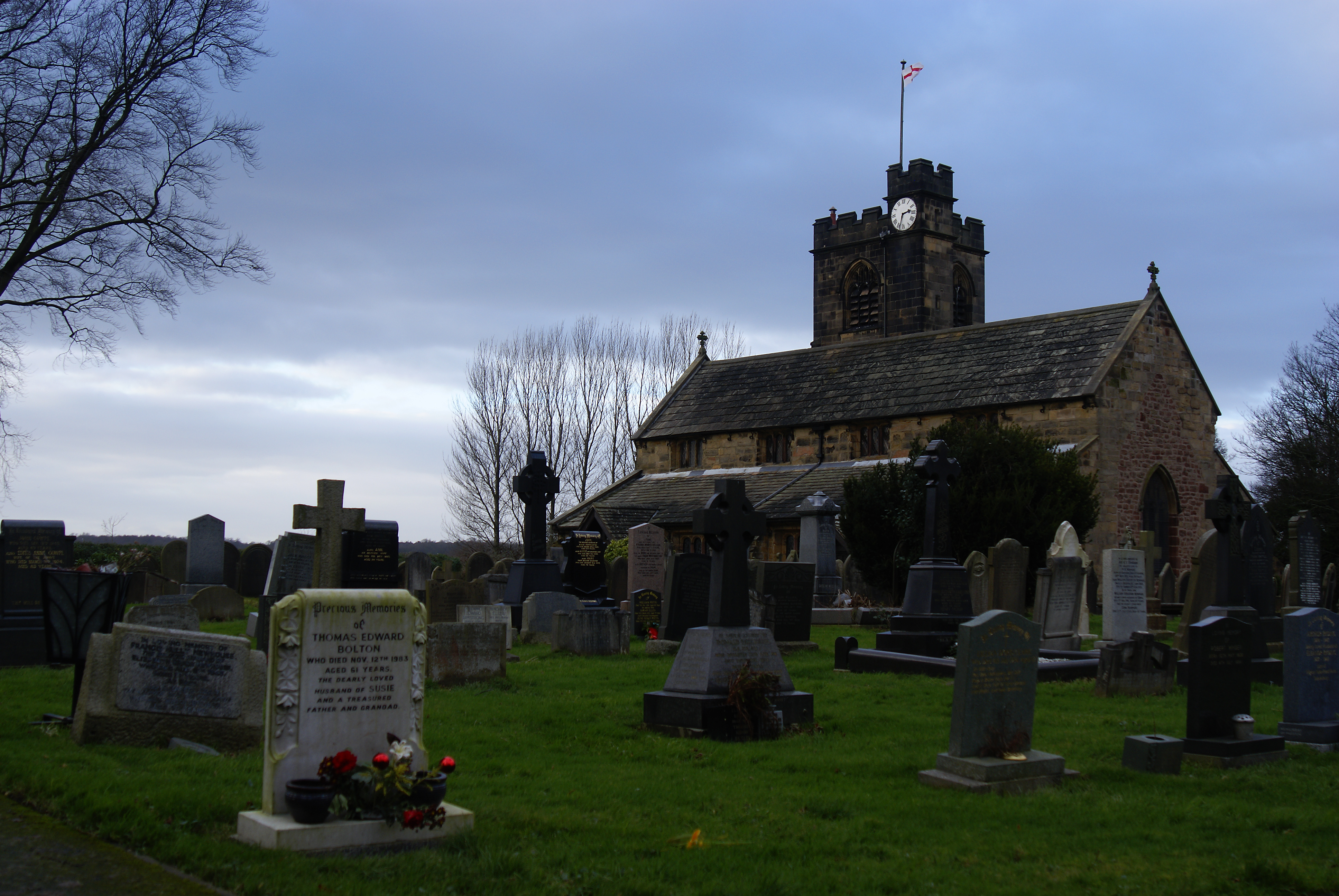
Kerk van St Leonard de mindere